# گنجه (اسدآباد)
گنجه (اسدآباد)، روستایی از توابع بخش مرکزی شهرستان اسدآباد در استان همدان ایران است.
زبان مردم روستا ترکی آذری است و 
مذهب مردم این روستا شیعه دوازده امامی می‌باشد.
اهالی روستا به شغل‌های کشاورزی و باغ‌داری و دام‌پروری و زنبورداری مشغول هستند و بیش‌تر زمین‌های کشاورزی دیمی هستند.

## جمعیت
این روستا در دهستان دربندرود قرار دارد و براساس سرشماری مرکز آمار ایران در سال ۱۳۹۵، جمعیت آن ۱۲۸ نفر (۴۷خانوار) بوده‌است.